# Родман, Селден
Кэри Селден Родман (англ. Cary Selden Rodman; 19 февраля 1909, Манхэттен, Нью-Йорк, Нью-Йорк, США — 2 ноября 2002, Окленд, округ Берген, Нью-Джерси) — американский поэт, драматург и писатель; автор политических комментариев и художественной критики; основатель и редактор левого журнала «Common Sense» (1932—1943), критик «Нового курса» Рузвельта; его книга «Ренессанс на Гаити», опубликованная в 1948 году, была первой детальной работой об искусстве Гаити и самих чернокожих художниках.

## Работы
- Mortal Triumph and Other Poems — 1932
- A New Anthology of Modern Poetry — 1938
- The Revolutionists, A Verse Play — 1942
- Horace Pippin, A Negro Painter in America — 1947
- Renaissance in Haiti — 1948
- Haiti: The Black Republic — 1954
- The Eye of Man — 1955
- Conversations with Artists — 1957
- The Insiders — 1960
- The Heart of Beethoven — 1962
- Death of the Hero — 1964
- The Mexico Traveler — 1969
- South America of the Poets — 1970
- Tongues of Fallen Angels — 1972
- Horace Pippin, The Artist as a Black American, with Carole Cleaver — 1972
- The Miracle of Haitian Art — 1974
- Genius in the Backlands — 1977
- Artists in Tune with Their World — 1982
- Where Art is Joy, Haitian Art: The First 40 Years — 1988
- Geniuses & Other Eccentrics — 1997